# Corrent elèctric
El corrent elèctric és el flux o moviment de càrregues elèctriques, normalment a través d'un cable o qualsevol altre material conductor. Les càrregues elèctriques poden ser tant negatives (electrons) com positives (forats), malgrat que el corrent convencional ha estat definit, per raons històriques, com un flux de càrregues positives. Avui, però, coneixem que en materials com els metalls la circulació és de càrregues negatives i en direcció oposada; tot i això, la definició del corrent convencional continua essent vàlida.
El corrent elèctric és una magnitud física d'importància fonamental en la tecnologia relacionada amb l'electrotècnia i amb l'electrònica i proporciona un gran nombre d'aplicacions. S'utilitza tant pel transport d'informació com pel transport d'energia. El corrent elèctric s'utilitza per a l'alimentació dels dispositius elèctrics, per a aquest propòsit s'utilitzen dues varietats, el corrent continu (CC, DC), que presenta una intensitat de flux de càrregues en una única direcció, i el corrent altern (CA, AC),en el qual la intensitat del flux de càrregues varia periòdicament al llarg del temps i el seu sentit de circulació també.
La unitat de mesura per al corrent elèctric en el Sistema Internacional d'Unitats (SI) és l'ampere (simbolitzat com a A), que equival al flux d'un coulomb de càrrega per segon, una mesura, doncs, de la quantitat de càrrega per unitat de temps. Està anomenat en honor a André-Marie Ampère. Aquesta magnitud física s'acostuma a simbolitzar com a I. El corrent elèctric, es pot mesurar directament utilitzant un amperímetre o de manera indirecta mitjançant la detecció del camp magnètic generat pel corrent a mesurar amb sensors d'efecte Hall o amb bobines de Rogowski.

## Història
La utilització de la tecnologia del corrent elèctric va començar vers la meitat del segle xix amb el telègraf i la galvanització, per a les dues aplicacions s'utilitzava la potència que subministraven les primeres bateries. El 1866 Werner von Siemens va utilitzar el principi de la dinamo de Søren Hjorth per crear el primer generador elèctric comercial, que es venia com a màquina per la ignició a distància de les càrregues explosives. A partir de 1880 va desenvolupar màquines cada cop més grans per tal de respondre a les necessitats creixents d'energia elèctrica. Al principi les xarxes de corrent elèctric s'utilitzaven per proveir electricitat per l'enllumenat públic o domèstic amb làmpades de descàrrega, d'arc o d'incandescència. Una altra de les primeres utilitzacions del corrent elèctric va ser als fars atès que les làmpades elèctriques donaven una intensitat de llum superior a les antigues espelmes o làmpades de querosè. Com a resultat de l'evolució de la tecnologia van aparèixer les primeres centrals elèctriques que al principi es basaven en les turbines hidràuliques i els motors de vapor. A partir de principis del segle xx la disponibilitat de turbines de vapor de gran potència farà que aquesta tecnologia esdevingui el principal mitjà de producció de corrent elèctric.
Als darrers anys del segle xix es va produir el que s'anomena la guerra dels corrents, els contendents eren el corrent continu i el corrent altern, que es va decantar en favor del corrent altern. El corrent altern és avui dia la manera fonamental de transport de l'energia elèctrica i ofereix grans avantatges:
- Baixes pèrdues durant la transformació.
- Gran rendiment i facilitat de transport a grans voltatges i utilització de transformadors per lliurar corrent adequat per a ser utilitzat a les llars i la indústria.
- Els motors trifàsics, que només funcionen amb corrent altern, són robustos i no requereixen commutador.

Però el corrent altern també presenta alguns inconvenients, com per exemple que la variació constant de la tensió obliga que els aparells elèctrics siguin alimentats a través d'un rectificador. Un altre problema és l'aparició de potència reactiva a la xarxa elèctrica, cosa que va portar a partir de la segona meitat del segle xx a l'aparició de les xarxes de transport de corrent continu d'alta tensió.
El corrent continu pot ser emmagatzemat als acumuladors i juntament amb la xarxa ferroviària (i tramviària) constitueix un mercat interessant que justifica la vigència d'aquest tipus de corrent. Des del punt de vista d'avui dia, fins i tot bateries de grans dimensions serien massa petites per emmagatzemar càrregues importants. El desenvolupament de l'electrònica de potència pot convertir fàcilment un tipus de corrent en l'altre, i els podem trobar junts, com per exemple als moderns trens multisistema.

## Definició
Sabem que un conductor elèctric està en equilibri si el camp elèctric és igual a zero en qualsevol punt dins del conductor, és a dir, el potencial elèctric és constant en tots els punts del conductor. És evident que si hi ha una diferència de potencial entre dos punts del conductor, també hi haurà un camp elèctric diferent de zero i, per tant, un corrent elèctric. Aquesta diferència de potencial es diu força electromotriu i constitueix la base del funcionament dels circuits elèctrics i els camps electromagnètics, juntament amb la llei d'Ohm i les lleis de Kirchhoff.
La magnitud d'un corrent elèctric a un punt determinat és la derivada respecte al temps de la càrrega elèctrica: 
{\displaystyle I(t)={\dot {Q}}(t).}
Formalment s'escriu com:
{\displaystyle I(t)={\mathrm {d} Q(t) \over \mathrm {d} t}} o de manera inversa com {\displaystyle Q(t)=\int _{t_{0}}^{t}I(t)\,\mathrm {d} t+Q(t_{0})}
La quantitat de càrrega Q que flueix per unitat de temps t és I, que és la intensitat del corrent. La intensitat del corrent elèctric tot i tenir una intensitat, una direcció i un sentit és una quantitat escalar, perquè se suma de manera escalar com ho demostra la llei dels nodes. Tanmateix la densitat del corrent està vinculada a una magnitud vectorial anomenada densitat de corrent.
El camp elèctric fa un treball sobre les càrregues, es produeix una transferència de potència des del camp cap a les càrregues en moviment. Aquest treball ve donat per:
{\displaystyle dL=dq\Delta V=I\Delta Vdt\ }
La potència desenvolupada pel camp elèctric és llavors:
{\displaystyle W={\frac {dL}{dt}}=I\Delta V}

### Intensitat del corrent elèctric[2]
Anomenem intensitat del corrent elèctric a la quantitat de càrrega elèctrica (Q) que passa per una secció transversal d'un conductor en cada unitat de temps establerta (t). En el SI s'expressa en C/s, unitat que es denomina ampere (A). Si el sentit de circulació del flux de càrrega elèctrica és constant en el temps, parlem del corrent continu; en cas contrari, és altern. Si no es produeix emmagatzemament ni disminució de càrrega en cap punt del conductor, el corrent és estacionari.
Equació de la intensitat del corrent elèctric:
{\displaystyle I={\frac {Q}{t}}}
I = intensitat del corrent elèctric 
Q = quantitat de càrrega elèctrica
t = unitat de temps
La unitat d'intensitat de corrent en un sistema internacional d'unitats és l'ampere (A), és definit com la intensitat d'un corrent que transporta 1 coulomb (C) de càrrega cada segon. L'equació de l'ampere és la següent:
{\displaystyle 1A={\frac {1C}{1s}}}
A = ampere
C = coulomb
s = segon
La unitat de la càrrega elèctrica és la càrrega de l'electró, es pot comprovar experimentalment que:
{\displaystyle 1e=1,6\cdot {10^{-19}}C}
e= càrrega de l'electró
C = coulomb 

#### Com mesurar la intensitat del corrent
Per mesurar la intensitat del corrent elèctric s'utilitza un aparell anomenat amperímetre, aquest nom ve d'amperes que és la unitat en què es mesura el corrent elèctric. Per a efectuar la mesura de la intensitat del corrent circulant, l'amperímetre ha de situar-se en sèrie, és a dir, en una configuració de connexió que els borns o terminals dels dispositius es connecten seqüencialment, perquè que el dispositiu sigui travessat pel corrent. Això implica que l'amperímetre ha de posseir una resistència interna el més petita possible, a fi que no produeixi una caiguda de tensió apreciable. Per a això, en el cas d'instruments basats en els efectes electromagnètics del corrent elèctric, estaran dotats de bobines de fil gruixut i amb poques espires. En alguns casos, per a permetre la mesura d'intensitats superiors a les quals podrien suportar els debanaments i òrgans mecànics de l'aparell sense destruir-se, se'ls dota d'una resistència de molt petit valor col·locada en paral·lel amb el debanament, de manera que solament passarà per aquest una fracció del corrent principal. Aquesta resistència addicional rep el nom de shunt.

## Densitat de corrent
La densitat de corrent és la quantitat de corrent que travessa una unitat de superfície. Es defineix com un vector la magnitud del qual és el corrent elèctric dividit per l'àrea de la secció transversal, en el SI es mesura en amperes/metre quadrat.
Essent N el nombre de portadors de càrrega per metre cúbic ({\displaystyle m^{3}}), i q cadascuna de les càrregues que es mouen dins del conductor amb una velocitat {\displaystyle v_{d}}, anomenada velocitat de deriva; la càrrega que flueix per unitat de temps a través d'una secció A del conductor:
{\displaystyle I=\int _{A}Nq{\vec {v}}_{d}\cdot {\vec {n}}dA}
essent {\displaystyle {\vec {n}}} és vector perpendicular a la superfície A. S'anomena vector densitat de corrent al vector:
{\displaystyle {\vec {J}}=Nq{\vec {v}}_{d}}
Aquest és un vector que té la mateixa direcció i el mateix sentit que la velocitat de deriva dels portadors de càrrega que al seu torn tenen la mateixa direcció del camp elèctric i concorda amb el camp si la càrrega q és positiva i és discordant si la càrrega és negativa.

## Equació de continuïtat
De la llei de la conservació de la càrrega se'n deriva una propietat fonamental de la densitat de càrrega elèctrica. Utilitzant el teorema de la divergència podem saber que:
{\displaystyle \int _{A}{\vec {J}}\cdot {\vec {n}}dA=\Phi _{A}({\vec {J}})=\int _{\tau }{\vec {\nabla }}\cdot {\vec {J}}\,d\tau }
on {\displaystyle \tau } és el volum del conductor. La quantitat de càrrega elèctrica que flueix a través de la superfície A és la mateixa que la quantitat de càrrega que flueix a través del volum {\displaystyle \tau } en el mateix temps:
{\displaystyle I=-{\frac {\partial }{\partial t}}\int _{\tau }\rho \,d\tau }
la derivada parcial és necessària perquè el corrent pot variar segons la superfície. {\displaystyle \rho } és la densitat de càrrega per unitat de volum. Comparant aquesta equació amb la integral del teorema de la divergència obtindrem l'equació de continuïtat:
{\displaystyle \int _{\tau }\left({\vec {\nabla }}\cdot {\vec {J}}+{\frac {\partial \rho }{\partial t}}\right)\,d\tau =0}
o
{\displaystyle {\vec {\nabla }}\cdot {\vec {J}}=-{\frac {\partial \rho }{\partial t}}}
En el cas estacionari la quantitat de càrrega es conserva al llarg del temps {\displaystyle \rho (t)=cost} per tant {\displaystyle {\frac {\partial \rho }{\partial t}}=0} i això porta a
{\displaystyle {\vec {\nabla }}\cdot {\vec {J}}=0}
Si es troba en estat estacionari de manera que el camp vectorial produït pel vector densitat de corrent és solenoidal. Això també ens indica que el flux de la densitat de corrent és constant i per tant, el corrent elèctric a través de qualsevol secció del conductor és sempre el mateix, independentment de la secció considerada. Aquest fet és conegut com la primera llei de Kirchhoff.

## La velocitat de deriva de les càrregues elèctriques
Les partícules carregades que es mouen en un conductor ho fan constantment i en direccions aleatòries, com ho farien les partícules d'un gas. Per tal que hi hagi un flux net de càrrega, les partícules s'han de moure també amb una velocitat de deriva conjunta mitja. Els electrons, que són els portadors de càrrega en els metalls, segueixen un camí erràtic, passant d'àtom a àtom, però generalment fluint en la direcció del camp elèctric.
A la definició de la densitat de corrent ens trobem amb la velocitat dels portadors de càrrega, aquesta velocitat no és la velocitat pròpia dels electrons o dels portadors de càrrega positiva (ions o d'altres). La velocitat d'agitació tèrmica de les partícules dins d'un conductor o un gas és deguda a l'agitació tèrmica i obeeix a les distribucions estadístiques i al principi d'equiparació de l'energia i és de l'ordre de {\displaystyle 10^{5}m/s}. Es pot estimar fàcilment:
{\displaystyle {\frac {1}{2}}m_{e}{\bar {v}}_{t}^{2}={\frac {3}{2}}k_{B}T}
On {\displaystyle m_{e}=9,1\cdot 10^{-31}\,Kg} és la massa d'un electró, {\displaystyle k_{B}=1,4\cdot 10^{-23}\,J/K} és la constant de Boltzmann i {\displaystyle T=300\,K} és la temperatura ambient absoluta. D'aquí resulta:
{\displaystyle {\bar {v}}_{t}={\sqrt {\frac {3k_{B}T}{m_{e}}}}=1,18\cdot 10^{5}\,m/s}.
A més d'aquest moviment a l'atzar, perquè hi hagi un flux de càrrega, els portadors de càrrega han de moure's a la mateixa velocitat de deriva. Els electrons de conducció són els portadors de càrrega en els metalls i segueixen camins irregulars, saltant d'un àtom a un altre, però es mouen en la direcció general del camp elèctric. La seva velocitat de desplaçament és de l'ordre de {\displaystyle 10^{-5}\,m/s}, és a dir, de fraccions de mil·límetre per segon. Podem estimar aquesta velocitat utilitzant l'energia:
{\displaystyle <v_{d}>={\frac {qE}{m_{e}}}\cdot <t>\simeq 10^{-3,-4}\ m/s},
on <t> és el temps mitjà de trajecte lliure mitjà dels electrons entre els col·lisions de dos electrons.
La velocitat a la qual flueixen pot ser calculada per mitjà de l'equació:
{\displaystyle I=nAvQ\!\ }
on
{\displaystyle I\!\ } és el corrent elèctric
{\displaystyle n\!\ } és el nombre de partícules carregades per unitat de volum
{\displaystyle A\!\ } és l'àrea de la secció transversal del conductor
{\displaystyle v\!\ } és la velocitat del flux
{\displaystyle Q\!\ } és la càrrega de cada partícula.
El corrent elèctric en un material sòlid presenta típicament fluxos molt lents. Per exemple, a un cable de coure amb una secció transversal de 0,5 mm², transportant un corrent de 5 A, la velocitat de deriva (velocitat mitjana a la que es mouen els
electrons dins d'un sòlid) és de l'ordre d'un mil·límetre per segon. Un altre exemple, dins del buit (gairebé buit) d'un tub de raigs catòdics els electrons viatgen pràcticament en línia recta a una desena part de la velocitat de la llum.
Tanmateix, sabem que els senyals elèctrics són ones electromagnètiques que es propaguen a una velocitat molt alta fora de la superfície del conductor (movent-se a la velocitat de la llum, com es dedueix de les equacions de Maxwell). Per exemple, a les línies de corrent altern (AC), les ones d'energia electromagnètica es propaguen ràpidament per l'espai a través de l'espai que hi ha entre els fils, movent-se des d'una font fins a una càrrega distant, malgrat que als fils els electrons només es mouen cap endavant i cap enrere a petites distàncies. Al mateix temps que la velocitat de les càrregues que flueixen és molt lenta, l'energia electromagnètica associada viatja a la velocitat de la llum. La proporció (tant per cent) de la velocitat del senyal a través del mitjà respecte la velocitat de la llum al buit rep el nom de factor de velocitat; per exemple, un factor de velocitat de 0,43 indicaria que la velocitat del senyal seria del 43% de la velocitat de la llum.

## La llei d'Ohm

D'acord amb la llei d'Ampère, un corrent elèctric produeix un camp magnètic.

La llei d'Ohm descriu la relació entre la intensitat i la tensió en un corrent elèctric: la diferència de potencial (V) és directament proporcional a la intensitat de corrent (I) i a la resistència (R). Es descriu mitjançant la fórmula:
{\displaystyle V=I\times R}
on
{\displaystyle I} és el corrent mesurat en amperes
{\displaystyle V} és la diferència de potencial mesurada en volts
{\displaystyle R} és la resistència mesurada en ohms

## Electromagnetisme
Qualsevol corrent elèctric produeix un camp magnètic, que es pot representar com un conjunt de línies de camp circulars que envolten el fil conductor.
El corrent elèctric es pot mesurar directament amb un galvanòmetre, però aquest mètode comporta trencar el circuit, cosa que de vegades és un inconvenient. Per evitar tallar el circuit, es pot utilitzar la detecció del camp magnètic que genera. Els aparells que utilitzen aquest mètode són, entre d'altres, els sensors d'efecte Hall o la bobina de Rogowski.

## Sentit del corrent elèctric

Esquema que representa el sentit del flux dels portadors de càrrega positius i negatius dins d'un conductor. Les fletxes vermelles gruixudes de la dreta representen el sentit convencional.

Durant l'inici de la història de l'electricitat es va definir el sentit del corrent elèctric com la direcció del flux de les càrregues positives, és a dir, les càrregues que es movien del pol positiu al pol negatiu. En aquell moment encara no es coneixia l'estructura dels àtoms i no es podia imaginar que als conductors sòlids les càrregues positives són fortament lligades als nuclis dels àtoms i, per tant, no pot haver cap mena de flux de càrregues positives en aquest tipus de materials. Tanmateix quan la física subatòmica va constatar aquest fet el concepte anterior era molt estès i arrelat, essent àmpliament utilitzat als càlculs i l'anàlisi de circuits
Per aquesta raó històrica aquest sentit continua essent utilitzat avui dia i rep el nom de sentit convencional de circulació del corrent elèctric. A qualsevol tipus de conductor serà o el sentit oposat al flux net de les càrregues negatives o el sentit del camp elèctric establert al conductor. A la pràctica qualsevol corrent elèctric pot ser representat com un flux de portadors de càrrega positiva sense que això derivi en l'aparició d'errors de càlcul o de qualsevol altre problema pràctic.
El sentit real del corrent elèctric depèn de la natura del conductor. Als sòlids les càrregues que constitueixen el flux del corrent són els electrons lliures, als líquids els portadors del corrent són els ions positius o negatius i als gasos pot ser degut tant als ions (positius o negatius) com als electrons. El sentit real és el sentit del moviment de deriva de les càrregues elèctriques lliures (els portadors de càrrega). Aquest moviment és en direcció contrària al del sentit del camp elèctric si els portadors de càrrega són negatius, seria el cas dels conductors metàl·lics, o en el mateix sentit del camp elèctric quan els portadors de càrrega són positius. Tanmateix, existeixen casos on es verifica l'existència de càrregues movent-se en els dos sentits, això passa quan el conductor presenta els dos tipus de càrregues lliures com en el cas dels conductors iònics.
És interessant ressaltar que en els casos on són presents els dos tipus de portadors de càrrega ambdós contribueixen a les variacions de la càrrega amb el mateix signe a qualsevol volum limitat del conductor, atès que les càrregues positives que entren en un volum donat o les càrregues negatives sortint d'aquest volum comporten un augment de càrregues positives. Per aquesta raó és possible establir una convenció de sentit per al corrent elèctric.

## Tipus de corrent elèctric

Línies de corrent continu d'alta tensió a Europa.

Hi ha dos tipus de corrent elèctric: el corrent continu i el corrent altern. Tots els aparells elèctrics que connectem a la xarxa elèctrica s'alimenten amb corrent altern, però molts dels nostres electrodomèstics, com per exemple el televisor o l'ordinador, tenen circuits electrònics que funcionen amb corrent continu i a voltatges relativament petits, per això disposen d'un transformador que subministra les tensions requerides i circuits rectificadors que converteixen el corrent altern en corrent continu.

### Corrent continu
El corrent continu es caracteritza per un flux constant de càrregues cap a una única direcció. Una bateria connectada a un circuit produeix un corrent continu o flux continu de càrregues que es mouen del born o terminal negatiu cap al positiu. Aquest tipus de corrent és simbolitzat amb les lletres CC tot i que és habitual trobar l'equivalent anglès DC (Direct Current).

### Corrent altern
El corrent altern es caracteritza pel fet que el seu flux canvia de sentit periòdicament, de manera que el flux promedi és igual a zero, però no sempre té un valor nul. Això implica que el generador del corrent canvia periòdicament la polaritat, la periodicitat d'aquest canvi o freqüència és una de les característiques que defineixen aquest tipus de corrent. Gràcies al fet que pot arribar a grans distàncies de manera fàcil i sense grans pèrdues és el tipus més utilitzat per al transport d'energia elèctrica. Aquest tipus de corrent se simbolitza per CA, tot i que també és habitual trobar el seu equivalent anglès AC.

## Exemples de corrents elèctrics
A la natura trobem exemples de corrents elèctric com els llamps que són un gran corrent elèctric entre els núvols i el terra que es produeix quan s'ha acumular prou càrrega als núvols i es modifica l'estructura de l'aire que es transforma localment en un plasma ionitzat que pot conduir l'electricitat. També és un corrent elèctric el vent solar, la font de les aurores polars, i hi ha alguns animals que poden generar corrents elèctrics que utilitzen com a arma defensiva o de caça, com l'ordre dels gimnotiformes, on hi ha el conegut exemple de l'anguila elèctrica, que detecten la seva presa i l'estaborneixen amb alts voltatges que generen a unes cèl·lules musculars modificades anomenades electròcits.
La forma més familiar d'un corrent elèctric artificial és el flux d'electrons als fils metàl·lics, com en el cas de les xarxes elèctriques que serveixen energia elèctrica a grans distàncies, o dels petits fils dels equips elèctrics i electrònics. En electrònica hi ha altres formes de corrent com el flux d'electrons a través de resistències o a través del buit de les vàlvules termoiòniques, el flux d'ions dins d'una bateria o el flux de forats en un semiconductor.

## Perills del corrent elèctric

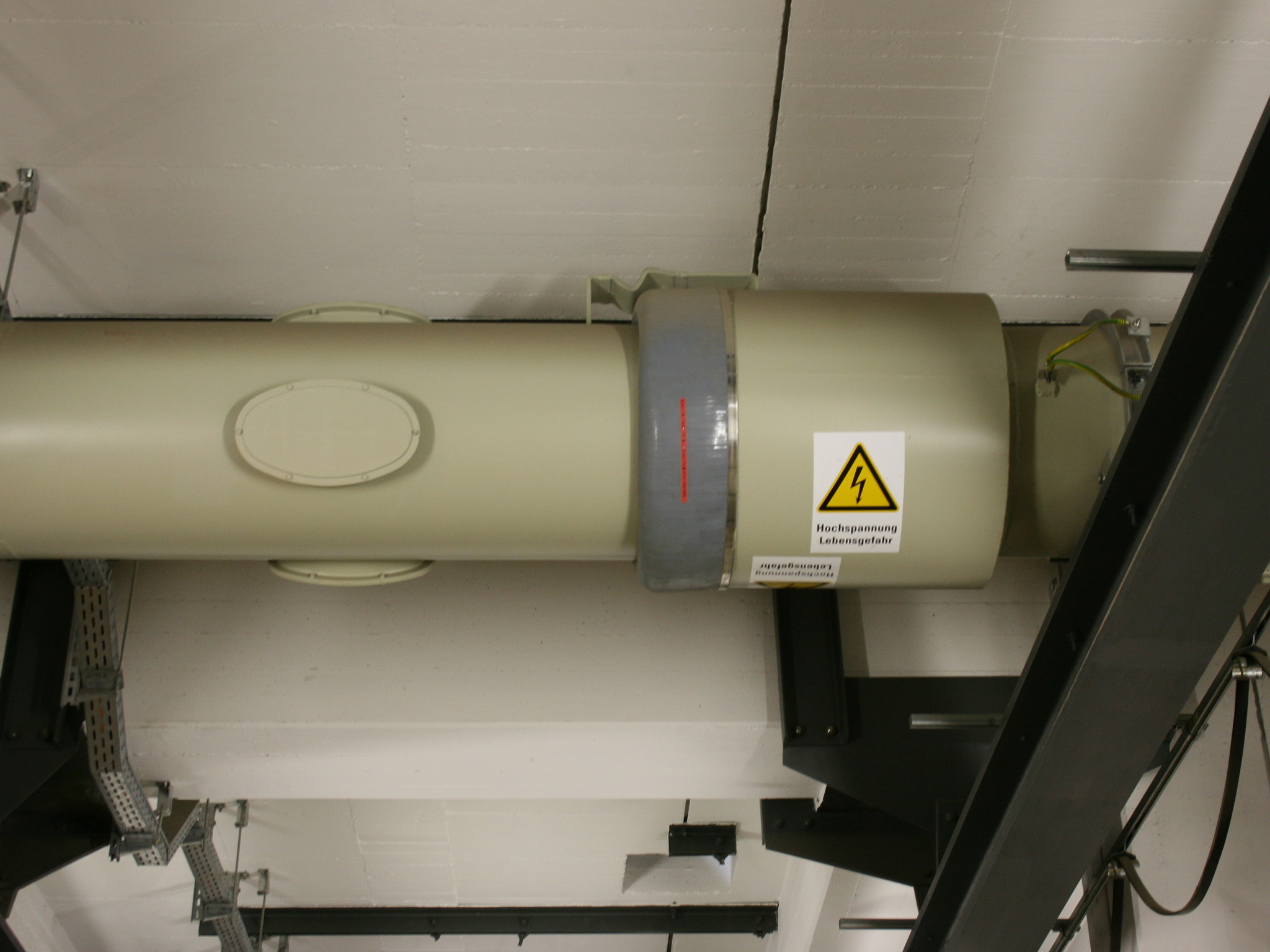
La imatge mostra un contenidor que separa les parts electrificades per evitar el contacte i la senyalització que adverteix del perill de fer manipulacions dins del contenidor.

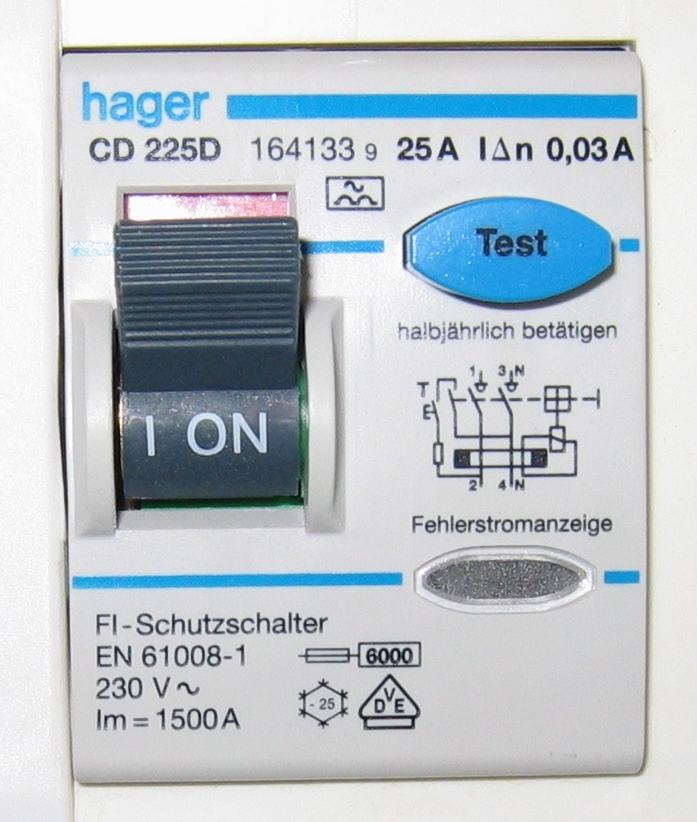
L'interruptor diferencial permet protegir les persones de contactes directes i indirectes i evita incendis atès que limita les fuites de corrent elèctric a nivells molt baixos.

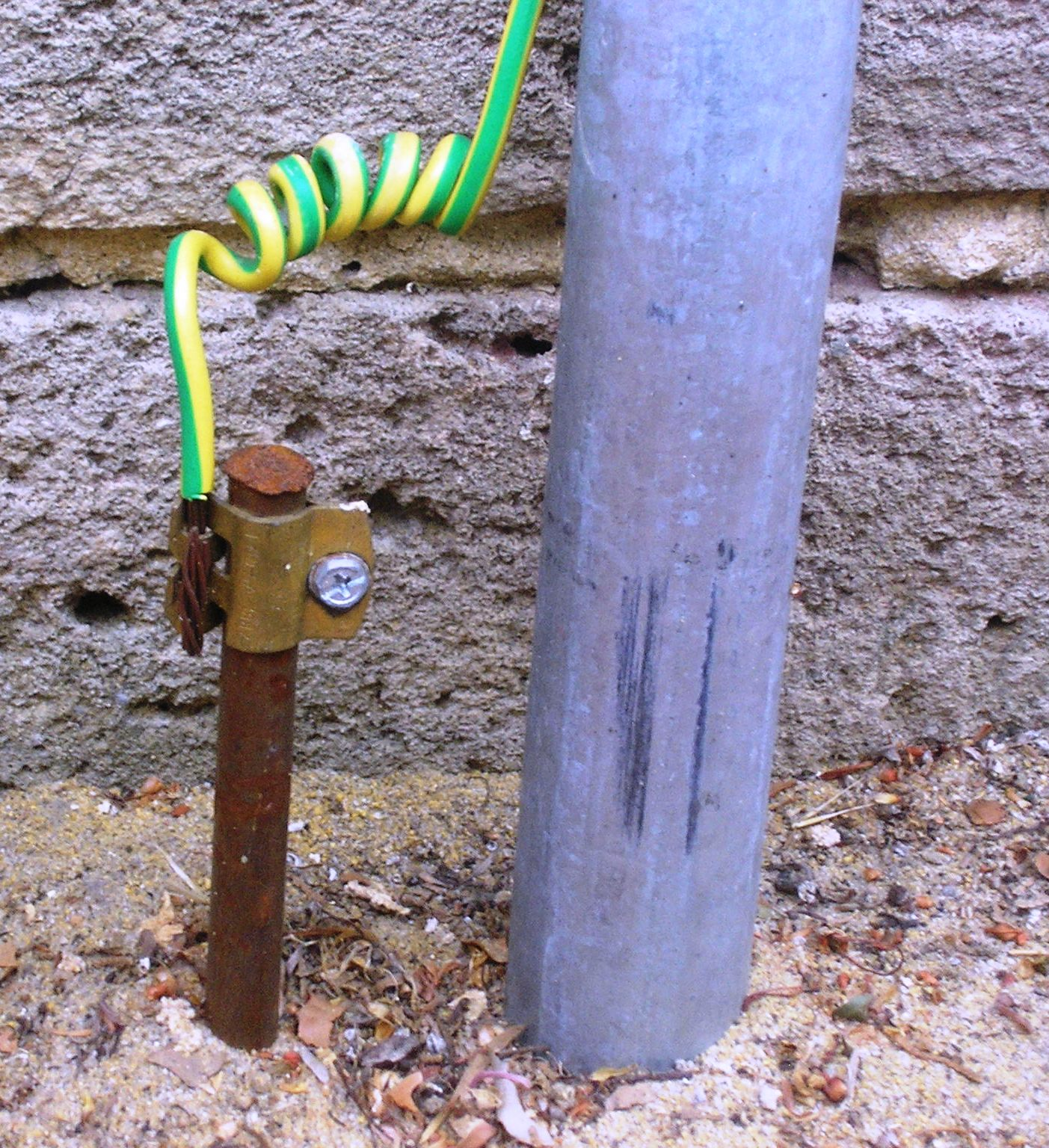
La presa de terra d'una casa a Austràlia, aquest dispositiu protegeix els usuaris dels contactes indirectes en cas de fallada dels aïllants dels conductors actius.

El llindar de percepció d'un corrent elèctric en els éssers humans és d'aproximadament 0,5 mA per al corrent altern, a una freqüència d'entre 50 i 60 hertz, i de 2 mA per al corrent continu. S'ha de tenir present que l'efecte d'un determinat corrent elèctric varia no només en funció de la intensitat, sinó també per la durada i per les zones del cos que recorre.
Cal fer notar que la tensió, el voltatge, no és un paràmetre rellevant sobre els efectes del corrent elèctric sobre els éssers humans, cal una tensió mínima per poder travessar el cos, per sota de 50 V no hi ha risc, a partir d'aquest valor els defectes depenen únicament de la intensitat.
Amb més intensitat que la indicada el cos humà pateix els efectes següents: 
- Contracció muscular: els músculs sotmesos a un corrent altern, reben una seqüència d'estímuls elèctrics i no es poden contraure i relaxar-se amb la freqüència del corrent, per això romanen en contracció permanent. Aquesta circumstància és especialment greu quan s'agafa voluntàriament un objecte sota tensió, perquè la contracció paralitza els músculs evitant deixar-lo anar, el corrent mínim que no permet deixar l'objecte està entre 10 i 30 mA (a la freqüència domèstica habitual). La contracció muscular s'atura quan cessa el pas del corrent.
- Aturada respiratòria: Contracció dels músculs respiratoris quan el contacte implica la regió toràcica. Implica un dany cerebral anòxic als pocs minuts de durada.
- Fibril·lació ventricular: Un corrent altern prou gran, (> 50 mA), que abasti la regió toràcica pot causar pèrdua de la coordinació del múscul cardíac, de manera que el cor ja no pot bombar la sang, causant hipòxia i danys al cervell.
- Aturada cardíaca.
- Cremades: A causa de l'alta densitat de corrent entre la pell i el conductor en tensió, per l'efecte Joule, es provoquen altes temperatures durant curts períodes capaces de causar cremades greus.

1. Límits de corrent:
Es defineix com a llindar mig de perillositat:
{\displaystyle I_{p}=I_{0}+{{Q} \over \Delta t}}
on {\displaystyle I_{p}} : és el corrent perillós i {\displaystyle \Delta t}: és el temps de durada; això determina el límit per sota del qual el corrent és perceptible, però no perillós. Per sobre d'aquest límit el corrent ha de ser considerat potencialment perillós.
Els paràmetres de l'equació es poden prendre a la freqüència domèstica habitual:
{\displaystyle I_{0}=10\div 30\,mA\setminus Q=10\,mAs}.
2. Límits de tensió:
El cos humà té un comportament predominantment resistiu: la tensió {\displaystyle U_{p}=R_{u}\cdot I_{p}} que correspon al corrent perillós és difícil de definir perquè la resistència {\displaystyle R_{u}} del cos pot variar al llarg gamma de valors molt àmplia, en funció de molts factors, com per exemple el nombre de punts de contacte, l'extensió del contacte, la pressió, el gruix de la pell i el seu grau d'humitat. Si assumim {\displaystyle R_{u}>2000\Omega }, no es poden considerar perilloses les tensions sinusoidals amb un valor eficaç {\displaystyle U<50V} ni tensions de corrent continu amb {\displaystyle U<120V}, aplicats durant un temps il·limitat.

Una persona pot entrar en contacte amb parts sota tensió i patir els efectes del pas del corrent elèctric per contacte directe (en tocar una part activa d'un circuit elèctric) o indirecte (en toca un objecte electrificat accidentalment, per exemple per degradació de l'aïllament). Per evitar això s'ha d'actuar per implementar contramesures exigides per la normativa vigent, les normes del Reglament de Baixa Tensió (RBT).
Per a la protecció contra el contacte directe s'actua per evitar el contacte accidental amb les parts en tensió: 
- aïllament de les parts actives amb material aïllant no desmuntable,
- contenidors o barreres per tal de prevenir qualsevol contacte amb les parts en tensió,
- obstacles o separadors,
- interruptors diferencials d'alta sensibilitat amb un llindar de corrent diferencial de Id ≤ 30 mA.

La protecció contra el contacte indirecte es realitza de les següents maneres: 
- Connexió a terra de les masses,
- Interrupció automàtica de l'alimentació per mitjà de la utilització d'interruptors diferencials
- Doble aïllament dels equips
- Separació elèctrica

La taula següent mostra els efectes per a diferents intensitats de corrent:
| Valor del corrent | Efecte |
| 1-3 mA            | És el llindar de percepció. No hi ha risc o perill per la salut |
| 3-10 mA           | Produeix una sensació de formigueig i pot provocar moviments reflexes. |
| 10 mA             | Es produeixen contraccions musculars. Si l'element en tensió és agafat per la mà, es pot produir la paràlisi dels músculs fent molt difícil deixar-ho.                              |
| 25 mA             | Es produeix dificultat a la respiració a conseqüència de la contracció dels músculs responsables de la respiració i del pas de corrent pels centres nerviosos que la controlen.     |
| 25-30 mA          | La contracció dels músculs de la respiració pot ser tant forta com per provocar la mort per asfixia.                                                                                |
| 60-75 mA          | Si el corrent travessa el cor pot alterar el seu funcionament, en provocar contraccions irregulars i desordenades de les fibres cardíaques (fibril·lació) que pot provocar la mort. |